# Internazionali di Tennis dell'Umbria 2008
Gli Internazionali di Tennis dell'Umbria 2008 sono stati un torneo di tennis facente parte della categoria ATP Challenger Series nell'ambito dell'ATP Challenger Series 2008. Il torneo si è giocato a Todi in Italia dal 15 al 21 settembre 2008 su campi in terra rossa e aveva un montepremi di €42 500+H.

## Vincitori

### Singolare
Tomas Tenconi ha battuto in finale  Rubén Ramírez Hidalgo con il punteggio di 4–6, 6–3, 6–0

### Doppio
Gianluca Naso /  Walter Trusendi hanno battuto in finale  Alberto Brizzi /  Alessandro Motti con il punteggio di 4–6, 7–6(3), [10–4]